# Stefano I di Troyes
Stefano I di Troyes o Stefano I di Vermandois in francese Étienne Ier de Vermandois (X secolo – giugno 1019/1022) fu conte di Conte di Champagne (sedicesimo conte di Troyes, settimo conte di Meaux) conte d'Omois e conte di Vitry dal 995/996, alla sua morte.

## Origine
Stefano, come conferma il Rodulfi Glabri, Historiarum III era figlio del Conte di Champagne (conte di Meux e di Troyes), Erberto II e della moglie di cui non conosciamo il nome, ma che, secondo lo storico francese, Christian Settipani, nel suo Annales de Midi (1990) (non consultato) era la figlia di Stefano Conte di Gévaudan e della sua seconda moglie Adelaide d'Angiò.
Secondo il documento n° 14 del Cartoulaire de l'abbatte de Montiéramey, datato 6 agosto 959, Erberto II di Troyes era figlio del Conte di Champagne (conte di Meux e di Troyes), Roberto e della moglie Adelaide o Wera di Châlon (930/5- dopo l'agosto 967), che, secondo il Odoranni monachi Sancti Petri Vivi Senonensis Chronicon era figlia di Giselberto di Châlon, e di Ermengarda, figlia di Riccardo di Autun e sorella di Ugo il Nero.
Secondo un documento, datato luglio 940.

## Biografia
Si conosce veramente poco del Regno di Stefano I. Alla morte del padre, Erberto II di Troyes, verso il 995/996, Stefano gli succedette nella contea di Champagne, come Stefano I.
Come ci conferma il Miracula S. Aigulphi I 1, Stefano (Stephano comite) e la moglie (Ala seu Adela comitissa coniuge sua) sono ricordati per aver presenziato alla riesumazione, tenuta dall'Arcivescovo Sebino di Sens, delle sante reliquie di San Agilulfo (S. Aigulphi reliquias), i cui resti sono stati recuperati e posti in una teca d'Argento a Provins nel 996.
Un'altra volta, come ci conferma il documento n° XXX del Roberti Regis Diplomata fu testimone per una donazione di re Roberto II il Pio all'abbazia di Lagny-sur-Marne nel 1019.
La morte di Stefano fu registrata dalla stessa abbazia in una lettera all'Arcivescovo di Sens, Léotheric del 1021.
Non ebbe figli, e circostanze della sua successione sono poco chiare. Il suo successore, Oddone II di Blois, non era il suo parente più prossimo, il che elimina la classica successione. Oddone II di Blois era nemico del Re di Francia Roberto II il Pio, è quasi impossibile pensare che abbia infeudato le sue terre in Champagne a Oddone. Infatti, come ci conferma lo storico francese, Louis Halphen, ci sono tutte le ragioni per credere che il re, rivendicandone l'eredità, si sia opposto alla successione, pensando in un primo tempo di contrastarlo, accettando poi il fatto compiuto, probabilmente l'accettò per avere sotto controllo lo stesso Oddone II. In realtà, è più probabile che Oddone II di Blois sia stato designato come successore direttamente da Stefano, in quanto era già beneficiario del feudo.

## Matrimonio e discendenza
Stefano aveva sposato una donna di cui conosciamo il nome, Ala o Alice o più probabilmente Adelaide, come ci viene confermato dal Miracula S. Aigulphi I 1 degli Acta Sanctorum, Sep I. Stefano da Alice non ebbe alcun discendente.

### Fonti primarie
- (LA)  Miracula S. Aigulphi I, 1, Acta Sanctorum, Sep I.
- (LA)  Monumenta Germaniae Historica, Scriptores, tomus VII.
- (LA)  Recueil des historiens des Gaules et de la France. Tome 10.
- (LA)  Patrologia Latina, Vol. 142.
- (LA)  Collection des principaux cartulaires du diocèse de Troyes, tomus VII.

### Letteratura storiografica
- Louis Halphen, La Francia nell'XI secolo, in «Storia del mondo medievale», cap. XXIV, vol. II, 1999, pp. 770–806
- Cronache dell'anno Mille di Rodolfo Glabro, a cura di Guglielmo Cavallo e Giovanni Orlandi, Fondazione Lorenzo Valla, Mondadori, VII edizione (2005)
- Christian Settipani, La Préhistoire des Capétiens (Nouvelle histoire généalogique de l'auguste maison de France, vol. 1), éd. Patrick van Kerrebrouck, 1993